# Aris Salonique
L'Aris Salonique est un club omnisports grec situé dans la ville de Thessalonique. Le club a été fondé en 1914

## Présentation
- Le club est nommé ainsi en hommage à Arès, le dieu de la guerre, dont l'image est sur le logo du club.
- Le club était au départ composé simplement de la section football, c'était en 1914.
- L'équipe a introduit le basket-ball en Grèce, grâce à Níkos Gális et Panayótis Yannákis

## Sections
- Athlétisme
- Basket-ball : voir article Aris Salonique (basket-ball)
- Boxe
- Football : voir article Aris FC
- Handball
- Hockey sur glace
- Judo
- Lutte
- Natation
- Volley-ball
- Water-polo